# Graeme Carr
Graeme Carr (sinh ngày 28 tháng 10 năm 1978) là một cựu cầu thủ bóng đá người Anh. Ông thi đấu 11 trận cho Scarborough tại Football League Third Division ở mùa giải 1998–99.